# Gambach (Karlstadt)

Die Weinbergslage Gambacher Kalbenstein

Gambach (unterfränkisch: Gambi) ist ein Gemeindeteil der Kreisstadt Karlstadt im unterfränkischen Landkreis Main-Spessart in Bayern.

## Lage
Das Pfarrdorf ist mit seinem Weinbau Teil des mainfränkischen Weinbaugebietes. Der Ort liegt  östlich des Maintals, 5 km nördlich von Karlstadt Richtung Wernfeld.

## Vor- und Frühgeschichte
Zur Vor- und Frühgeschichte Gambachs liegen dank des ehrenamtlichen Engagements der Archäologischen Arbeitsgemeinschaft des Historischen Vereins Karlstadt sowie einer umfassenden siedlungsarchäologischen Dissertation der Region zahlreiche aktuelle Erkenntnisse vor.
Eine Reihe von aufgelesenen Steinartefakten aus der Altsteinzeit (Paläolithikum) auf der gesamten Gambacher Gemarkung, vor allem in Höhenlagen im NW des Ortes, sind im älteren und mittleren Abschnitt der Altsteinzeit (Altpaläolithikum und Mittelpaläolithikum) nicht klar zuweisbar. Andere Lesefunde gehören jedoch sicher in die mittlere Altsteinzeit (Mittelpaläolithikum) und belegen die Anwesenheit des Neandertalers (von 130.000 bis vor 35.000 Jahren) sowie seiner Jagdstationen. Nachweise für die frühe Begehung der Flur durch den modernen Menschen finden sich auch in der jüngeren und ausgehenden Altsteinzeit (Jungpaläolithikum und Endpaläolithikum), wobei sich die Jagdstationen zunehmend in Flussnähe konzentrieren. Während der Mittelsteinzeit (Mesolithikum, 9600 bis 5500 v. Chr.) verlagern sich die Stationen auch wieder in höhere Lagen. Die frühe Jungsteinzeit (Altneolithikum) ist durch Funde von teilweise verzierten Gefäßscherben und Steinwerkzeugen der Ackerbau und Viehzucht betreibenden Linearbandkeramischen Kultur (5500 bis 4900 v. Chr.) auf Lößflächen am Fuße des Eichelbergs belegt. Spätere jungsteinzeitliche Kulturen, wie etwa die der Michelsberger Kultur (Jungneolithikum, 4400 bis 3500 v. Chr.), haben ihre raren Spuren auf Gambacher Gemarkung am Eichelberg und am Triebweg hinterlassen. Ebenso finden sich die sehr selten nachweisbaren Siedlungsreste der Glockenbecherkultur (2600 bis 2200 v. Chr.) aus der ausgehenden Jungsteinzeit (Endneolithikum) sowie der frühen (2200 bis 1600 v. Chr.) und möglicherweise mittleren (1600 bis 1300 v. Chr.) Bronzezeit in den sandigen Böden westlich des Ortes. Vom Triebweg liegen Keramikfunde der spätbronzezeitlichen Urnenfelderkultur (1300 bis 800 v. Chr.) vor, deren Charakter unbestimmt ist. Dagegen wurde durch eine Sondierung des Bayerischen Landesamtes für Denkmalpflege aufgrund spärlicher urnenfelderzeitlicher Lesefunde am Bäumleinsweg ein Urnengräberfeld nachgewiesen. Auch die anschließende früheisenzeitliche Hallstattkultur (800 bis 475 v. Chr.) ist durch Einzelfunde vom Eichelberg und vom Grainberg sowie über Siedlungsfunde am Main belegt. Aus der Latènezeit (475 bis 30 v. Chr.), genauer dem mittleren und späten Abschnitt (ab 320 v. Chr.), stammen einzelne Funde von der Niederterrasse des Mains. Für die folgende Epoche der römischen Kaiserzeit und der Völkerwanderungszeit fehlen archäologische Nachweise von der Gambacher Gemarkung völlig, was nicht weiter verwundert, sind diese im Umfeld doch bislang nahezu ausschließlich auf Tallagen im Main- und Werntal konzentriert. Erst im frühen Mittelalter schließt sich die Besiedlungslücke wieder. Vor dem Hintergrund des fränkischen Landausbaues lässt sich Gambach als eine Gründung des 7. bis 9. Jahrhunderts erschließen, welche im Zusammenhang mit dem frühmittelalterlichen Zentralort Karlburg am Main (villa Karloburgo) gesehen werden muss. In seiner Frühzeit gehörte das Dorf zur Grafschaft Rieneck, was sich im heutigen Wappen (neun Streifen geteilt in Gold und Rot) noch manifestiert. Die frühmittelalterliche Wallanlage am Grainberg war sicherlich kein (alleiniges) Refugium für die Gambacher Hintersassen, sondern diente der Sicherung Karlburgs und der unterhalb liegenden Furt. Wenige Lesefunde aus der Anlage wurden bekannt, darunter Stücke des 7./8. Jahrhunderts. Erkenntnisse zur Innenbebauung oder Phasengliederung gibt es noch keine. Ebenso unklar ist, wann die Burg aufgegeben wurde. Möglicherweise hängt die Auflassung mit dem massiven Ausbau der Wallanlage hinter der Karl(s)burg (castellum Karloburgo) im 9./10. Jahrhundert zusammen. In diesen Siedlungskomplex gehört auch der im 6. oder 7. Jahrhundert gegründete und im 15. Jahrhundert wüstgefallene Ort Gainfurt zu Füßen des Grainberges. Das Siedlungsareal am Main ist heute größtenteils überbaut und die Befunde, die beim Bau der Ziegelei und der Kläranlage vor Jahrzehnten beobachtet wurden, sind leider nur unzureichend dokumentiert. Neben wenigen mittelalterlichen Keramikfunden existiert ein steinernes Kreuz mit gotischer Inschrift, das aus Gainfurt stammen soll und im Gambacher Friedhof vermauert ist.

## Geschichte
Im Jahr 1237 wurde der Ort erstmals urkundlich erwähnt. Im Jahr 1301 ging das Gambacher Gut in den Besitz des Nonnenklosters Schönau über. Die Barockkirche St. Bartholomäus wurde im Jahr 1747 erbaut. Am Ende des 18. Jahrhunderts wurde Gambach mehrmals von der Pest heimgesucht.
Am 1. April 1971 wurde die bis dahin selbständige Gemeinde in die Kreisstadt Karlstadt eingegliedert.

## Verkehr
Der Haltepunkt Gambach (Main) lag an der Main-Spessart-Bahn.

## Interessengemeinschaft Gambach (IG Gambach)
Die Interessengemeinschaft Gambach ist ein Verein, der am 1. Juni 2013 aus einer breit angelegten Initiative von Gambacher Bürgern ohne parteipolitische Ausrichtung hervorging. Er bemüht sich um einen direkten und sicheren Zugang zum Maintal-Radweg, der zwar unmittelbar an Gambach vorbeiführt, jedoch von Gambach aus durch die B26 sowie die angrenzende Bahnstrecke Frankfurt – Würzburg getrennt ist.
Die Forderung nach dem Bau einer Unterführung ist nicht neu: Seit der Stilllegung des Gambacher Bahnhofs zu Beginn der 90er Jahre hat es mehrere Initiativen gegeben, die das Ziel verfolgt haben, den Gambacher Bürgern einen direkten und sicheren Zugang zum Maintal-Radweg zu verschaffen. Bislang sind alle Initiativen trotz breiter Zustimmung an den vom Staatlichen Bauamt in Würzburg prognostizierten Baukosten in Höhe von geschätzt einer Million Euro gescheitert.
Neben dem direkten und sicheren Zugang zum Maintal-Radweg unterstützt die IG Gambach weiterhin folgende Ziele:
- Bau eines Anwandweges zur Bewirtschaftung der Weinberge am Kalbenstein zwischen Gambach und Karlstadt.

## Weinbau
In Gambach verläuft die Grenze von Muschelkalk zum Buntsandstein und damit auch eine Weinbaugrenze: Von Gambach bis in die Gegend um Miltenberg gibt es keine größeren Weinbauorte mehr. Die ausgedehnten Weinberge der Gambacher Winzer am Roten Berg und Kalbenstein liegen weitgehend auf Karlstadter Gemarkung. Hauptanbausorten sind die für Franken typischen Rebsorten Silvaner und Müller-Thurgau. Der Anbau erfolgt heute zum größten Teil im Nebenerwerb. Aufgrund der Steilheit des Roten Berges und des Kalbensteins ist keine maschinelle Bearbeitung möglich.
Seit 2007 machen die Gambacher Winzer vermehrt auf diese einzigartige Weinbergslage mitten im Naturschutzgebiet Grainberg-Kalbenstein und Saupurzel aufmerksam. Mit der neuen Winzerhütte ist ein Veranstaltungsort mit Ausblick entstanden. Von hier aus finden botanische Führungen mit Weinproben statt.

## Sonstige Wirtschaft
Neben dem Weinanbau ist Gambach auch Standort verschiedener Dienstleistungsunternehmen. Dad Online-Fundbüro proFINDus hat hier seinen Sitz und die Werbeagentur von Strohburg unterhält ein Vertriebsbüro.

## Persönlichkeiten
- Walter Zeißner (* 22. Juni 1928 in Wülfershausen, Landkreis Karlstadt; † 24. Februar 2016 in Karlstadt), Landwirt, Politiker (CSU), unter anderem Mitglied des Landtags, lebte in Gambach und war dort Gemeinderat.